# Eduard Ludwig Wedekind
Pour les articles homonymes, voir Wedekind.
Eduard Ludwig Wedekind (né le 27 mai 1804 à Helmstedt et mort le 18 février 1861 à Berlin ) est un éducateur et historien brunswickois.

## Histoire
Eduard Wedekind étudie la théologie à l' université de Halle-Wittemberg depuis 1823 et y est membre de la fraternité. En 1825, il poursuit ses études à l'université de Göttingen. Il devient professeur d'histoire à l'école secondaire de Crossen, dans l'arrondissement de Crossen-sur-l'Oder, où il est directeur adjoint d'au moins 1839 à au moins 1855.
Il est membre de l'Association d'histoire de la Marche de Brandebourg, fondée en 1837, dont l'organe est la Recherche de la Marche. Comme le montrent les annales de l'association, par exemple, lors de la réunion du club du 12 avril 1843, il donne une conférence sur le château de Crossen. Il est également membre correspondant de la Société des sciences de Haute-Lusace (de) à Görlitz du 21 août 1850 au 18 janvier 1861 (suppression). Il figure pour la dernière fois sous le numéro 87 sur la liste des membres publiée par la société. Il quitte cette dernière en 1860, de sorte que le procès-verbal de l'assemblée de l'association du 18 janvier 1861 précise que « le Dr « Wedekind de Berlin » doit être supprimé du registre des membres
Wedekind semble avoir déménagé à Berlin avant 1860. Il n'est pas mentionné dans une chronique de l'école secondaire de Crossen rédigée en 1862 par le recteur Karl Friedrich Petermann, en fonction depuis 1860. Il meurt d'anthrax à Berlin à l'âge de 55 ans et est enterré le 20 février 1861 au cimetière de l'église protestante Saint-Marc (de). Il est marié et laisse derrière lui sa femme et ses cinq enfants, dont deux mineurs.

## Œuvres (sélection)
- Geschichte der Stadt und des Herzogthums Crossen. Mit einer lithographirten Ansicht und einem Grundriß der Stadt. Crossen 1839 (Digitalisat).
- Friedrich der Große, König von Preußen. Eine Jubelschrift zur Feier der Thronbesteigung des großen Königs am 31. Mai 1740. Crossen 1840.
- Kurze Darstellung der Geschichte Schlesiens, mit besonderer Berücksichtigung der Vereinigung mit der Preußischen Monarchie. Crossen 1840.
- Diplomatische Chronik der Immediatstadt Sommerfeld. Crossen 1846.
- Geschichte der Neumark Brandenburg und der derselben inkorporierten Kreise: Lebus, Sternberg, Züllichau, Schwiebus, Krossen und Kottbus. Berlin/Küstrin 1848 (6 Hefte, 556 Seiten).
- Die Geschichte des Jahres 1848. Ein Volksbuch für die Mit- und Nachwelt. Crossen 1849.
- Die Erwerbung der Mark Brandenburg durch das Hohenzollernsche Fürstenhaus i. J. 1411 und 1415. In: Neues Lausitzisches Magazin. Volume 29, Görlitz 1852, p. 97-119.
- Geschichte des Johanniter-Ordens. Boheimer Verlag, Leipzig 2008,  (ISBN 978-3-89094-567-5). Überarbeitung und Zusammenfassung des Buches von Adolf von Winterfeld: Geschichte des Ritterlichen Ordens St. Johannis vom Spital zu Jerusalem. Mit besonderer Berücksichtigung der Ballei Brandenburg oder des Heermeistertums Sonnenburg. Verlag der Deckerschen Geheimen Ober-Hofbuchdruckerei, Berlin 1853 bzw. Martin Berendt, Berlin 1859 (Digitalisat). (Rezension).
  - Neuauflage Europäischer Hochschulverlag GmbH & Co. KG, Bremen 2013
- Quellenmäßige Darstellung der Geschichte des Krieges zwischen dem deutschen Könige und Kaiser Heinrich II. und dem Herzoge Boleslaus Chrobri von Polen von 1002 bis 1018, im Lande zwischen Elbe und Oder. In: Neues Lausitzisches Magazin, Volume 32, Görlitz 1855, p. 139–235.
- Sternbergische Kreis-Chronik. Geschichte der Städte, Flecken, Dörfer, Kolonien, Schlösser etc. dieses Landestheiles von der frühesten Vergangenheit bis auf die Gegenwart. Zielenzig 1855 (Digitalisat).
- Geschichte der Grafschaft Glatz. Chronik der Städte, Flecken, Dörfer, Kolonien, Schlösser etc. dieser souveränen Grafschaft von der frühesten Vergangenheit bis auf die Gegenwart. Neurode 1855 (Digitalisat) (Rezension)
- Chronik des ehemaligen Cistercienser-Mönchsklosters und nachherigen Domäinen-Amtes Himmelstädt in der Neumark, aus Urkunden und andern verbürgten Nachrichten. Crossen a/O. 1860 (16 pages).